# Ала ад-Дин Мухаммед II
Ала́ ад-Ди́н Муха́ммед II (араб. علاءالدين محمد‎, перс. علاءالدين محمد‎; полное имя — Ала ад-Дунийа ва-д-Дин Абу-л-Фатх Мухаммад ибн Текеш) (1169—1220) — хорезмшах, правитель Хорезма в 1200—1220 годах. Младший сын хорезмшаха Текеша, от которого унаследовал огромную империю со столицей в Гургандже.

## Биография
По данным современника хорезмшаха историка ан-Насави, султан считал себя тюрком, в частности, он говорил: «я тюрок, малосведущий в арабском языке».
По мнению историка Рашид ад-дина, жившего спустя сто лет, хорезмшах был из огузского рода бегдили. Турецкий востоковед Кафесоглу предположил, что Ануштегин — родом из Афганистана (провинция Гарчаи), был чигильского или халаджского происхождения, в то время как востоковед З. В. Тоган выдвинул точку зрения, что он принадлежал к кипчакскому, канглинскому или уйгурскому племени.
Правление Мухаммеда II началось с войны с Гуридами, которые захватили крупный город Мерв, почти без боя заняли Абиверд, Серахс и Нису, взяли Нишапур и пленили брата хорезмшаха, которого отправили в Герат. Осадив Герат, войска Мухаммеда в течение месяца пытались прорвать его оборону. Лишь после получения откупа хорезмшах снял осаду. К этому времени на помощь правителю Гуридов из Индии подошли войска его брата — Шихаб ад-Дина. После достаточно кровопролитной битвы хорезмийцам пришлось отступить. Преследуя отступающие войска Мухаммеда II, Шихаб ад-Дин окружил хорезмийскую столицу Гургандж, обороной которой руководила мать шаха — царица Теркен-хатун, дочь одного из ханов кипчаков. При поддержке каракитаев Мухаммеду удалось вытеснить Гуридов за пределы Хорезма и заключить мир, однако они не оставляли попыток развязать войну. Только после убийства Шихаб ад-Дина в 1206 году эта опасность исчезла. Гуридское государство распалось на части, которые вскоре попали в зависимость от Хорезма.
После победы над Гуридами Мухаммед стал готовиться к войне с каракитаями. Но в первом же сражении каракитаи, подкупившие правителей Хорасана и Самарканда, разгромили армию хорезмшаха, после чего Мухаммед на некоторое время пропал[куда?] из поля зрения своих приближённых[каких?]. Только весной 1208 года Мухаммед вернулся в Хорезм. Укрепив своё государство, он приступил к решительной борьбе с каракитаями, опираясь при этом на поддержку мусульман каракитайского государства, воспринимавших его как освободителя. В сентябре 1210 при битве на равнине Иламиш за Сырдарьёй каракитайские войска потерпели поражение. В мусульманском мире победа Мухаммеда была расценена как победа ислама над «неверными», и тем самым значительно вырос авторитет хорезмшаха. В официальных документах Мухаммеда стали именовать «вторым Искандером» и «султаном Санджаром». На его перстне появилась надпись «тень Аллаха на земле» — один из главных титулов сельджукских государей.
В 1212 году в Самарканде вспыхнуло восстание. Оно было жестоко подавлено Мухаммедом, после чего он решил сделать этот город своей столицей. К 1215 году его власть хорезмшаха распространялась на Хорезм, на Мавераннахр, Хорасан, современные территории Афганистана, Ирана. В 1217 году Мухаммед отправился в поход на Багдад. Однако при переходе горного перевала его войска попали в снегопад и понесли значительные потери. Мухаммеду пришлось отказаться от своих планов и вернуться в Самарканд.

### Война с Монгольской империей
В 1218 году Чингисхан отправил к Мухаммеду посольство для взаимовыгодной торговли. Его наместник - правитель Отрара Иналчука Кайыр-хана казнил послов-купцов и сто монгольских офицеров-шпионов. Чингисхан потребовал выдачи Кайыр-хана, но в ответ Мухаммед вновь казнил одного из участников следующего монгольского посольства. После победы над Кучлуком монгольское войско во главе с Субэдэй-багатуром и Тохучар-нойоном приблизилось к границам Хорезма и столкнулось с войсками хорезмшаха. Правое крыло хорезмского войска под командованием сына Мухаммеда Джелал ад-Дина добилось успеха на своём фланге и помогло центру и левому крылу своего войска. К наступлению темноты ни одна из сторон не добилась решающих результатов. Ночью монголы разожгли костры и покинули место битвы. Весной 1219 года, не окончив завоевания Китая, Чингисхан отправил 200-тысячную армию в Хорезм.
В 1219 году при наступлении войск Чингисхана на Хорезм Мухаммед II  не решился дать генеральное сражение, а распределил свою армию по городам и крепостям всего государства. После осад под натиском монголов пали Отрар, Ходжент, Ташкент (Чач), Бухара, Самарканд, Балх, Мерв, Нишапур, Герат, Ургенч и остальные крупные хорезмские города. По свидетельству самих хорезмийцев, все они были подвергнуты разрушению, а их жители — поголовно убиты (источники сообщают о гибели 500 тысяч чел. в Ургенче, 200 тысяч в Герате, 500 тыс. чел. в Мерве). Хорезмшах с остатками армии вначале отступил на территорию Хорасана, после чего бежал с небольшим отрядом в прикаспийскую область.

### Последние дни и смерть
Согласно Рашид-ад-Дину, на совещании со знатью Мазандарана хорезмшаху предложили единственное спасение: переждать несколько дней на островах Абескуна. Ала-ад-дин Мухаммад воспользовался этим советом. Известно, что Абескуном в те времена называлась морская гавань в устье реки Гурган (ныне Горган). По отождествлению В. В. Бартольда, принятому З. М. Буниятовым последним пристанищем владыки могла быть Ашур-Ада (впрочем, в восточных словарях остров султана фигурировал в качестве исчезнувшего из-за подъёма моря). Согласно Л. Н. Гумилёву, место являлось резервацией больных лепрой (в художественной форме гибель покинутого всеми правителя среди прокажённых описана в исторической повести «Чингиз-хан» В. Г. Яна).
Уже въезжая на остров, хорезмшах серьёзно страдал пневмонией, так что наблюдавшие его спутники не питали надежды на выздоровление. С Абескуна султан не предпринимал никаких действий для отпора монголам. Он сожалел о собственной судьбе: «Из всех областей земли, которыми владели, не осталось у нас даже и двух локтей, чтобы выкопать себе могилу». Гнавшийся за хорезмшахом отряд Джебе не обнаружил правителя и перешёл ко взятию крепости, где были укрыты его казна и гарем. Рашид-ад-дин сообщает, что весть о пленении гарема ударила по состоянию Ала ад-Дина.
Некоторые мазандеранцы обеспечивали хорезмшаха пропитанием и прочим, в чём он нуждался на острове (так, по сведениям Шихаб-ад-дина ан-Насави, в ответ на желание султана ему доставили коня). Помогавшим Ала-ад-Дин щедро раздавал почётные должности и земельные владения, одаривал их своими вещами. Хотя подобные действия от лица султана, потерявшего власть, тогда являлись символическими, согласно Насави, преемник Джалалиддин Манкбурны впоследствии утвердил все эти жалования.

Умирающий на Абескуне хорезмшах изменил решение о наследнике, некогда принятое под давлением Теркен-хатун, передав его не Озлагу, а Джалалиддину и объявив: 
Узы власти порвались, устои державы ослаблены и разрушены. Стало ясно, какие цели у этого врага: его когти и зубы крепко вцепились в страну. Отомстить за меня может лишь мой сын Манкбурны. И вот я назначаю его наследником престола.
Время пребывания султана на острове и точная дата его смерти неизвестны, вероятно, лучшей оценкой является декабрь 1220 года (шавваль 617 года хиджры). В источниках встречается также дата 15 зу-ль-када 617 года, что соответствует 17 января 1221 года. Несеви писал, что хорезмшах скончался в такой нищете, что даже не нашлось материи ему на саван, и для обёртывания трупа вестовой слуга Шамс-ад-Дин отдал свою рубаху.
Через несколько лет Джалалиддин перевёз останки своего отца в крепость Ардахн с намерением перезахоронить их в медресе Исфахана. Насави отговаривал нового правителя от этого шага, зная, что монголы оскверняют могилы врагов. Действительно, крепость была взята, останки хорезмшаха — извлечены и отправлены к Угэдэю, который распорядился сжечь их.

## Семья
Имел неизвестное количество жён, наложниц и детей. При жизни некоторые его сыновья получили земли в государстве. После пленения его семьи монголами его малолетние сыновья были убиты, включая самого младшего Кюмахти-шаха, а дочери и жёны, взятые в плен, розданы сыновьям и полководцам Чингисхана. Судьба старшей дочери Хан Султан неизвестна. Его двоюродный брат Сайф ид-Дин Кутуз стал мамлюкским султаном Египта (1259—1260).

## В современной культуре
- Отношения Мухаммеда и Чингисхана описаны в историческом романе Василия Яна «Чингисхан» и повести «На крыльях мужества». Мухаммед стал персонажем романа Исая Калашникова «Жестокий век».
- Чингисхан (телесериал, 2004).
- «Тень завоевателя» — казахстанский драматический фильм 1991 года.

В документальном кино
- Тайны древности. Варвары. Часть 2. Монголы (США; 2003).